# Wang Libin
Wang Libin (王立彬S, Wáng LìbīnP; Xi'an, 21 marzo 1963) è un ex cestista e allenatore di pallacanestro cinese.

## Carriera
Con la Cina ha disputato due edizioni dei Giochi olimpici (1984, 1988) e due dei Campionati del mondo (1982, 1986).